# Кандзака, Хадзимэ
Хадзимэ Кандзака (яп. 神坂 一 Кандзака Хадзимэ, род. 17 июля 1964, Асаго, Япония) — японский писатель, наиболее известный по серии ранобэ «Рубаки» (Slayers), адаптированной в популярные мангу, аниме-сериал и видеоигры.

## Биография
Хадзимэ с ранней молодости интересовался литературой и аниме, увлекался вселенной Gundam. Ещё будучи старшеклассником, написал фантастический роман, впоследствии послуживший основой для Slayers. Окончив институт, работал офисным служащим.
В конце 1980-х годов интернет ещё не был широко распространен, и добиться прочтения романа было сложно. Премий для новичков, пишущих фантастику и фэнтези, было мало, и Кандзака рассылал письма по почте в различные издания, прикладывая пустой конверт и оплату на ответ, спрашивая, будут ли читать его работу: только получив согласие, отправлял рукопись. Результатов это не дало, поэтому, увидев объявление о литературном конкурсе, подал заявку, став в 1989 году полуфиналистом 1-й премии литераторов «Фантазия» (яп. ファンタジア大賞 Фантасиа дайсё:), присуждаемой издательством Fujimi Shobo — собственным брендом Kadokawa Shoten. В том же году Slayers начали выпускаться по частям в журнале Dragon Magazine: работа «Принц Столицы Белой Магии» (яп. 白魔術都市の王子 Сэйру:н но о:дзи) стала дебютом автора. Успех романа позволил Кандзаки стать профессиональным писателем: серия превратилась в хит с общим количеством проданных копий более 20 млн экземпляров, получив адаптацию в виде манги, нескольких сезонов аниме-сериала и полнометражных аниме-фильмов, видеоигр; другой его известной работой стала «Затерянная вселенная».

Иллюстрация Кандзаки для седьмого номера журнала Blaster! за 1998 год

Кандзаки отвечает на письма поклонников, давая интервью и присылая иллюстрации с автографами: например, в №7 (1998) журнала Blaster!, издаваемого фан-клубом «MegaBura», его рисунок помещен на обложку. В благодарность за поздравления ежегодно отправляет в этот клуб собственноручно нарисованную новогоднюю открытку, на юбилей клуба снялся в серии видеороликов, опубликованных на YouTube.
До конца 2017 года состоял в японском клубе писателей-фантастов Science Fiction and Fantasy Writers of Japan (яп. 日本SF作家クラブ Нихон эсу эфу сакка курабу).
Сейчас проживает в Осаке.